# Stanisław Sławogórski
Stanisław Sławogórski herbu Kościesza (zm. przed 9 września 1700 roku) – podstoli podlaski od 1685 roku, sekretarz Jego Królewskiej Mości w 1685 roku.